# Léon Compère
Léon Compère dit Léandre, né le 11 juin 1864 à Saint-Pierre et mort en 1936, est, avec Louis-Auguste Cyparis et Havivra Da Ifrile, l'un des rares survivants de l'éruption de la montagne Pelée en 1902.

## Biographie
Léon Compère est cordonnier à Saint-Pierre en Martinique. Il réside au pied du morne Abel, dans une maison située à l'angle du boulevard et de la rue de la Fontaine. 
Il est présenté comme le descendant d'un condamné, déporté depuis la France métropolitaine. Selon les témoignages, il est soit européen, soit métis.
Voyant depuis plusieurs jours les fumerolles s'échapper de la montagne Pelée, il se réfugie dans un sous-sol de son échoppe de cordonnier, place Bertin à Saint-Pierre. S'il survit, il est néanmoins brûlé aux bras, aux jambes et à la poitrine. 
Léon Compère meurt en 1936.

## Référence
1. ↑  Acte de naissance à Saint-Pierre, n° 939, vue 768/1178.
2. ↑  Jean-Jacques Jérémie et Hélène Pascaline, Le volcanisme en Martinique. La Montagne Pelée, Impr. Berger-Bellepage, 1985, p. 45.
3. ↑  « Saint-Pierre rend hommage aux victimes de l'éruption de 1902 aujourd'hui lundi 8 mai », sur martinique.franceantilles.fr, 5 mai 2023 (consulté le 3 août 2025)
4. 1 2  « Léon Compère, survivant de l'éruption du 8 mai 1902 - Ma vie de Nantillaise... Entre Nantes et les Antilles », http://sandycarros.canalblog.com,‎ 14 novembre 2009 (lire en ligne, consulté le 31 janvier 2018)
5. ↑  voir "Les rescapés de la Montagne Pelée" site de Charles CATORC